# Det svänger på slottet
Det svänger på slottet är en svensk komedifilm från 1959 i regi av Alf Kjellin.

## Handling
Svante (Sven Lindberg) och Inga (Alice Babs) ska gifta sig. Men när Svante efter diverse sömngångar på nätterna träffar Sophie (Yvonne Lombard) och får arbete på hennes slott så misstänker Inga någonting helt annat.
Hon vänder sig till den charmiga killen Kurre (Lasse Lönndahl). Hur ska det gå?

## Om filmen

### Musik
Några av sångtexterna i filmen skrevs av Hans Alfredson och Tage Danielsson. Denna film är ett av deras första samarbeten.

## Rollista (i urval)
- Alice Babs - Inga 'Trollet' Larsson
- Sven Lindberg - Svante Lamander
- Lars Lönndahl - Kurre Ström
- Yvonne Lombard - Sophie Gesping
- Gunnar Björnstrand - Agne C:son Stressberg
- Karl-Arne Holmsten - Conke Lundberg
- Simon Brehm - Simon
- Hjördis Petterson - Madame Rochelle
- Sif Ruud - Mrs. Brick
- Little Gerhard - sig själv

## DVD
Filmen gavs ut på DVD 2017.